# Světlá (Světlá Hora)
Světlá (dříve Lichtvard, německy Lichtewerden, polsky Światła) je část obce Světlá Hora v okrese Bruntál. Nachází se na severu Světlé Hory. Prochází zde silnice II/452.
Světlá leží v katastrálním území Světlá ve Slezsku o rozloze 11,25 km2.

## Historie
První písemná zmínka o obci pochází z roku 1267.
Ve zdejší továrně na výrobu nití G. A. Buhl und Sohn byl od listopadu 1944 do ledna 1945 pobočný koncentrační tábor KL Auschwitz – Birkenau, ve kterém bylo vězněno asi 300 žen.

### Vývoj počtu obyvatel
Počet obyvatel Světlé podle sčítání nebo jiných úředních záznamů:
| Rok            | 1869 | 1880 | 1890 | 1900 | 1910 | 1921 | 1930 | 1950 | 1961 | 1970 | 1980 | 1991 | 2001 |
| -------------- | ---- | ---- | ---- | ---- | ---- | ---- | ---- | ---- | ---- | ---- | ---- | ---- | ---- |
| Počet obyvatel | 1039 | 1235 | 1252 | 1135 | 1249 | 1039 | 1026 | 633  | 698  | 978  | 1073 | 1225 | 1266 |

1. ↑  z toho místní část Malá Asie 46
2. ↑  z toho: 14 Čechoslováků, 983 Němců; 1005 řím. kat., 14 evang., 1 čsl., 1 bez vyzn.

Ve Světlé je evidováno 195 adres, vesměs čísla popisná (trvalé objekty). Při sčítání lidu roku 2001 zde bylo napočteno 167 domů, z toho 152 trvale obydlených.

## Pamětihodnosti
- Kostel sv. Barbory a sv. Kateřiny je kulturní památka ČR.[7]

## Významní rodáci
- Angela Drechsler (1883–1961), sudetoněmecká vlastivědná pracovnice